# إدوارد لينكينس
إدوارد لينكينس (بالهولندية: Edward Linskens) مواليد 6 نوفمبر 1968 في فينراي، هولندا، هو لاعب كرة قدم هولندي سابق كان يلعب كلاعب وسط. لعب خلال مسيرته 191 مباراة سجل خلالها 28 هدفاً.

## المسيرة الاحترافية

### أندية لعب لها
- نادي آيندهوفن
- ناك بريدا
- نادي لوكيرين
- في في في فينلو

## روابط خارجية
- إدوارد لينكينس على موقع الاتحاد الأوربي (الإنجليزية)
- إدوارد لينكينس على موقع قاعدة بيانات كرة القدم.إي يو (الإنجليزية)
- إدوارد لينكينس على موقع عالم كرة القدم.نت (الإنجليزية)